# Buddhi
Buddhi (devanāgarī : बुद्धि) est un terme sanskrit qui signifie dans la philosophie indienne la capacité d'intelligence liée à la réflexion et la discrimination. C'est le premier constituant de l'organe interne appelé antaḥkaraṇa dans le Sāṃkhya ou le Vedānta et plus particulièrement dans l'Advaita Vedānta. C'est aussi une composante importante dans le bouddhisme qu'il ne faut pas confondre avec prajñā ou bodhi.

## Buddhi dans l'hindouisme

### Sāṃkhya
Dans la Sāṃkhyakārikā d'Īśvarakṛṣṇa, buddhi ou mahātattva (महातत्त्व) est le premier constituant ou principe produit par Prakṛti, la matière primordiale incréée. De buddhi procède Ahaṃkāra d'où découle les cinq Tanmātra et les onze indriya. La fonction principale de Buddhi est de discriminer entre le 
Puruṣa et la Prakṛti toute productrice d'objets et de phénomènes.

### Vedānta
Dans le Vedānta et plus particulièrement dans l'Advaita Vedānta, buddhi correspond à l'intellect c'est-à-dire à Vijñānamayakośa, l'enveloppe faite d'intelligence telle que décrite dans la Taittirīya Upaniṣad. Pris au sens de discernement et associé au guṇa sattva, buddhi devient la capacité de discriminer entre avidyā ou Māyā et la pure connaissance qui doit conduire à la libération finale (mokṣa).

## Buddhi dans le bouddhisme
Dans le bouddhisme, buddhi (qui ne doit pas être confondue avec bodhi, l'Eveil) désigne la capacité d'intelligence réflexive. Buddhicarita désigne la tendance subjective à l'intellect et à l'introspection, elle fait partie des six tendances du caractère.